# 8609 Шувалов
8609 Шувалов (8609 Shuvalov) — астероїд головного поясу, відкритий 22 серпня 1977 року.
Тіссеранів параметр щодо Юпітера — 3,446.
Названо на честь Івана Івановича Шувалова (1727-1797), російського урядовця, який зробив великий внесок у розвиток російської науки і мистецтва і був свого часу покровителем вчених, письменників і художників. Він був засновником і першим куратором Московського університету.